# Kuak Hitu

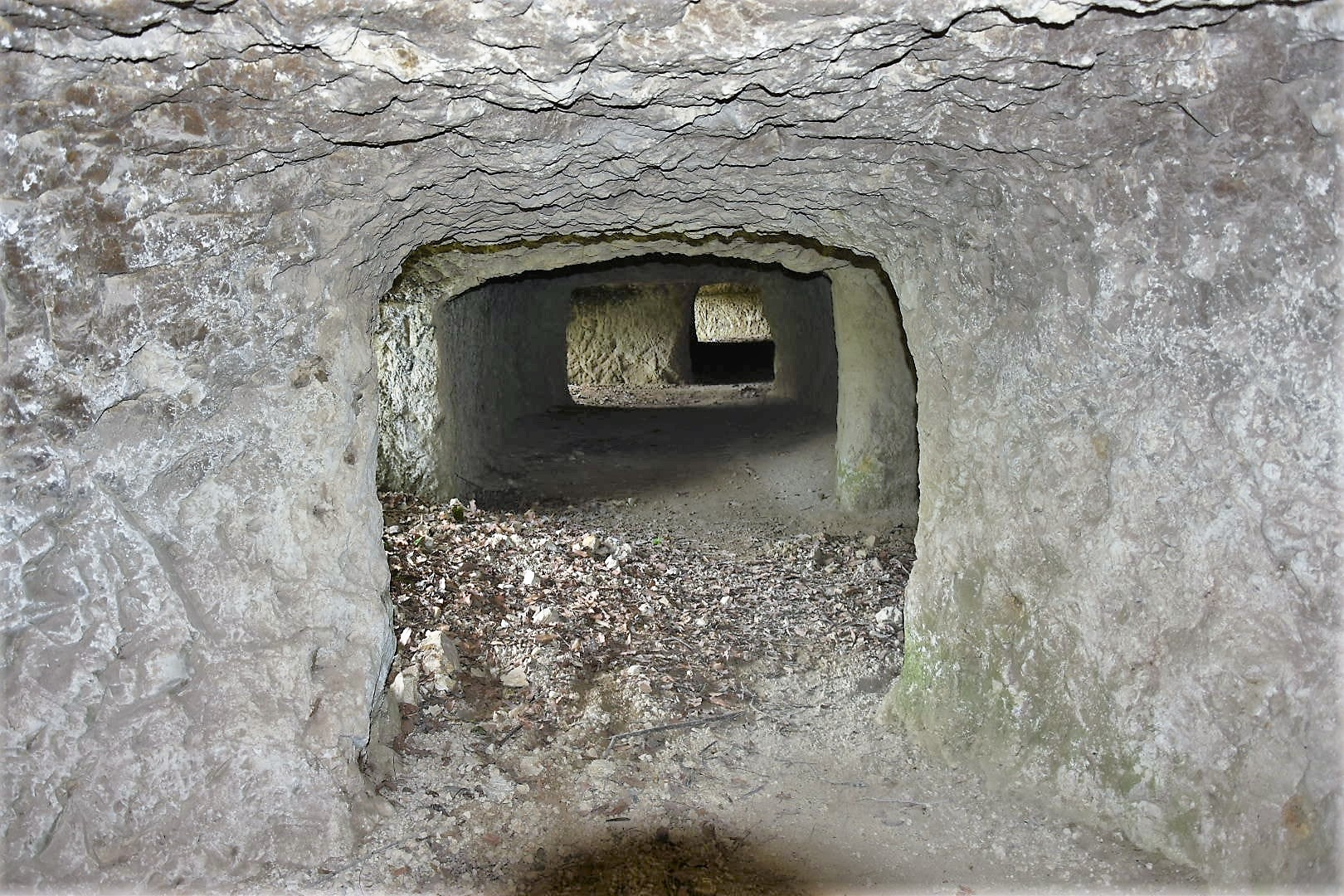
Im Tunnelsystem

Kuak Hitu (deutsch Sieben Höhlen, indonesisch Gua Tujuh) sind ein Tunnelsystem aus dem Zweiten Weltkrieg. Es befindet sich in der osttimoresischen Region Kaibulori (Suco Uma Ana Ico, Verwaltungsamt Venilale).
Das Tunnelsystem wurde durch Einheimische während der japanischen Besetzung Timors (1942–1945) auf Befehl der Japaner angelegt. Die Eingänge sind miteinander verbunden. Innen befinden sich mehrere Kammern. Die japanische Armee lagerte hier Munition und Ausrüstungsgegenstände. Besucher schätzten die Höhe der Innenräume auf etwa 160 bis 170 Zentimeter und die Länge der Tunnel auf zehn Meter.
Beim Ausbau der Straße von Viqueque nach Baucau zerstörte die Baufirma im Februar 2021 den Bereich eines Eingangs der Höhlen, obwohl die Kuak Hitu bereits als touristische Sehenswürdigkeit bekannt waren.

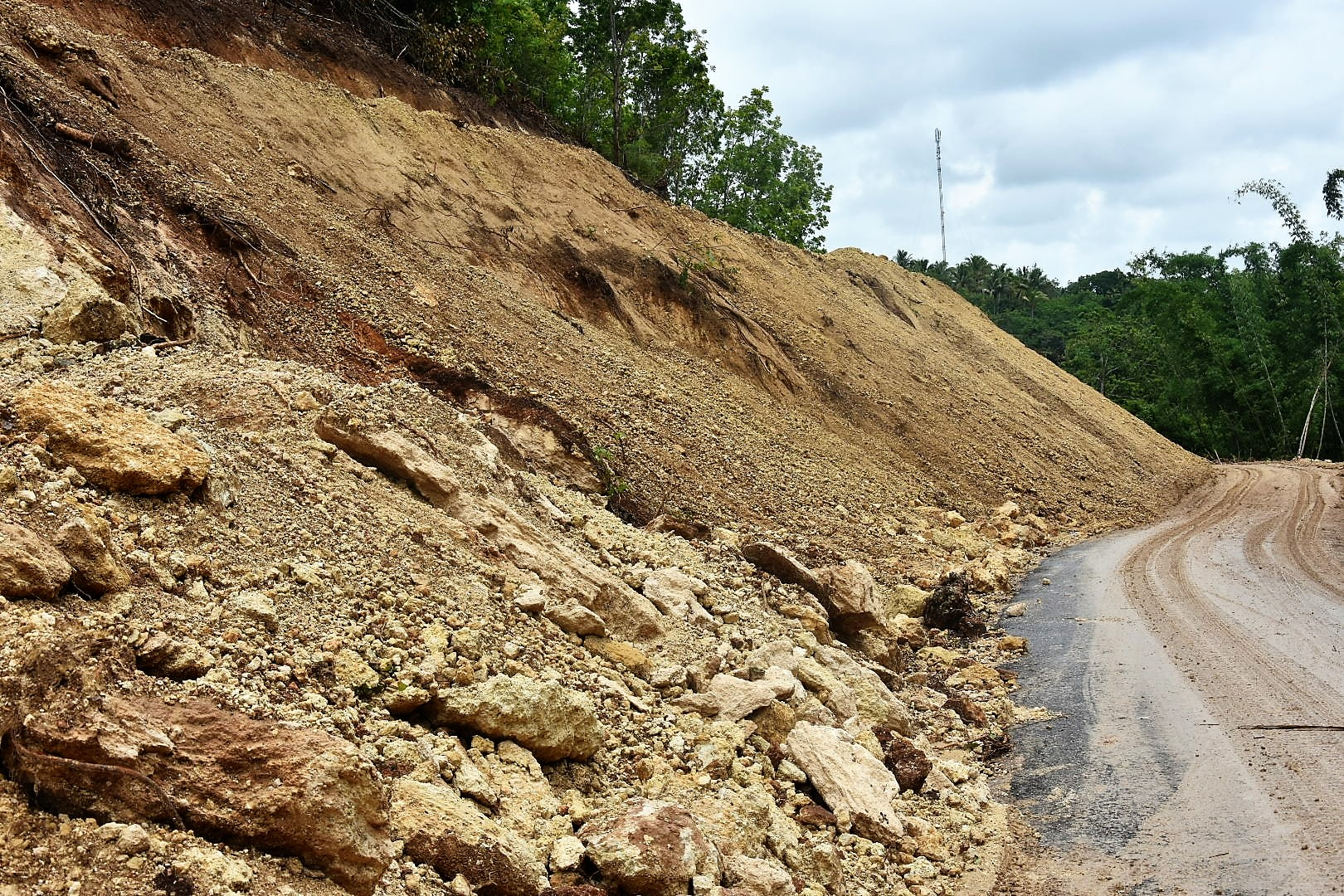
Die neue Straße am Eingang der Kuak Hitu
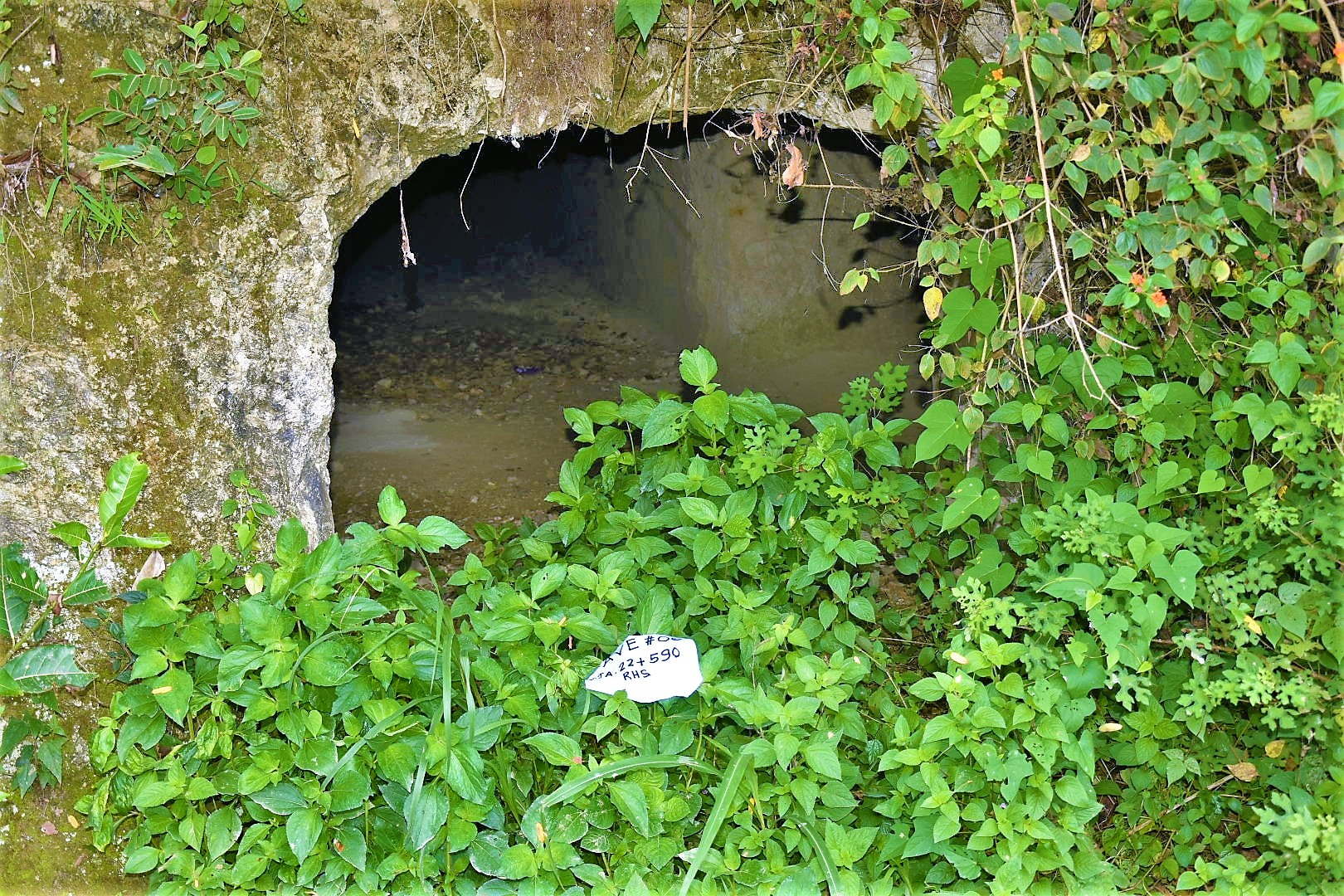
Der Eingang vor …
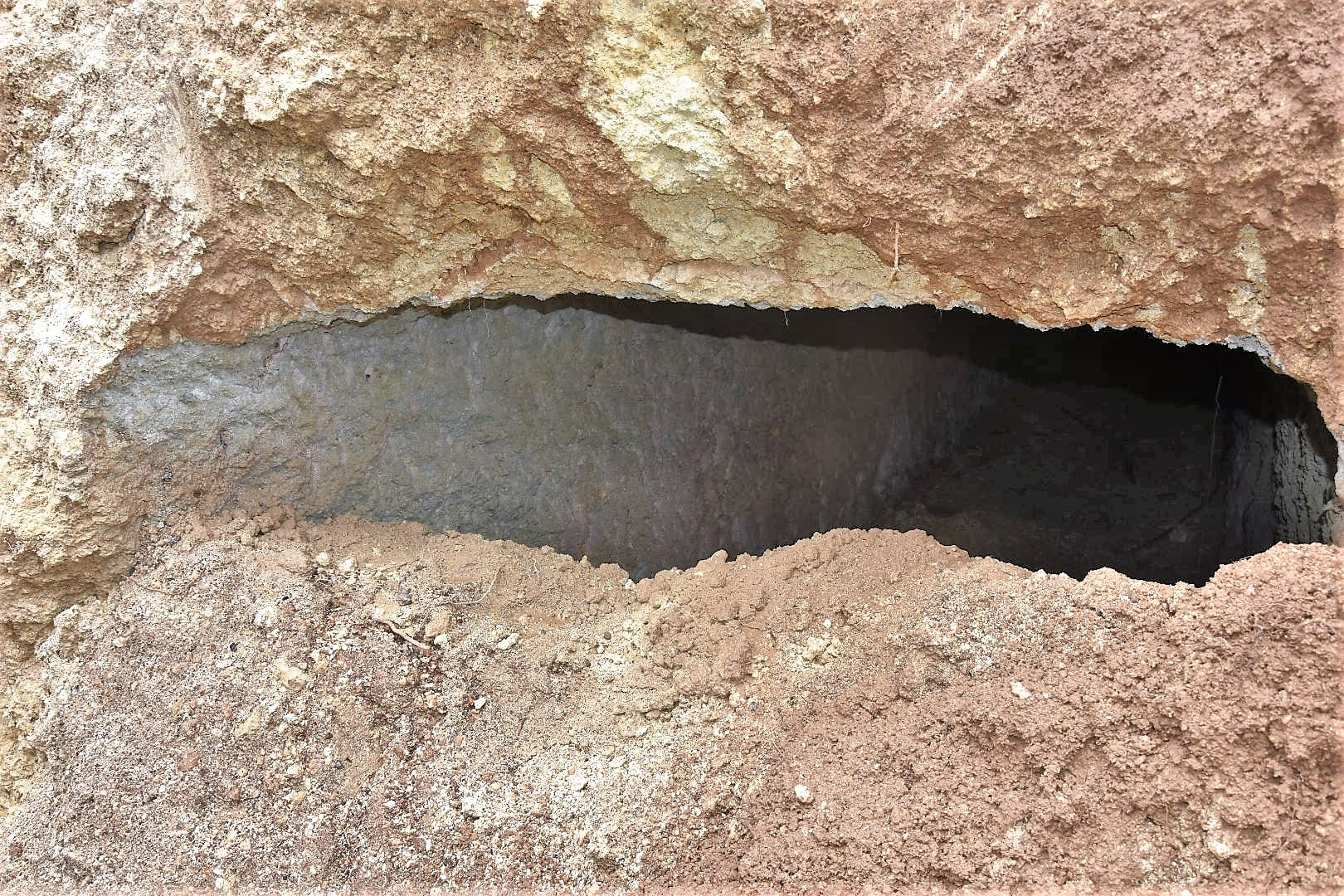
… und nach der Zerstörung
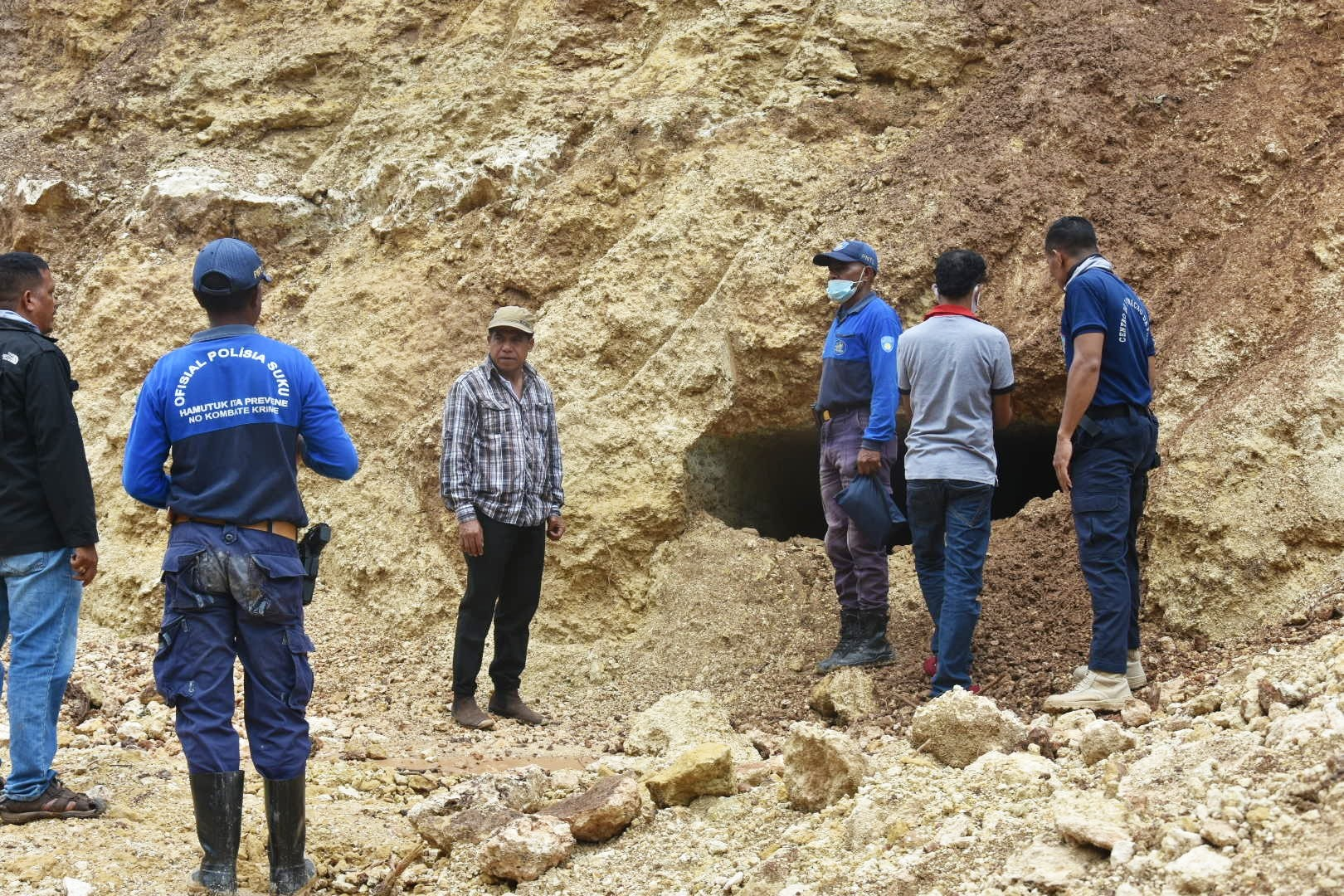
Begutachtung der Schäden
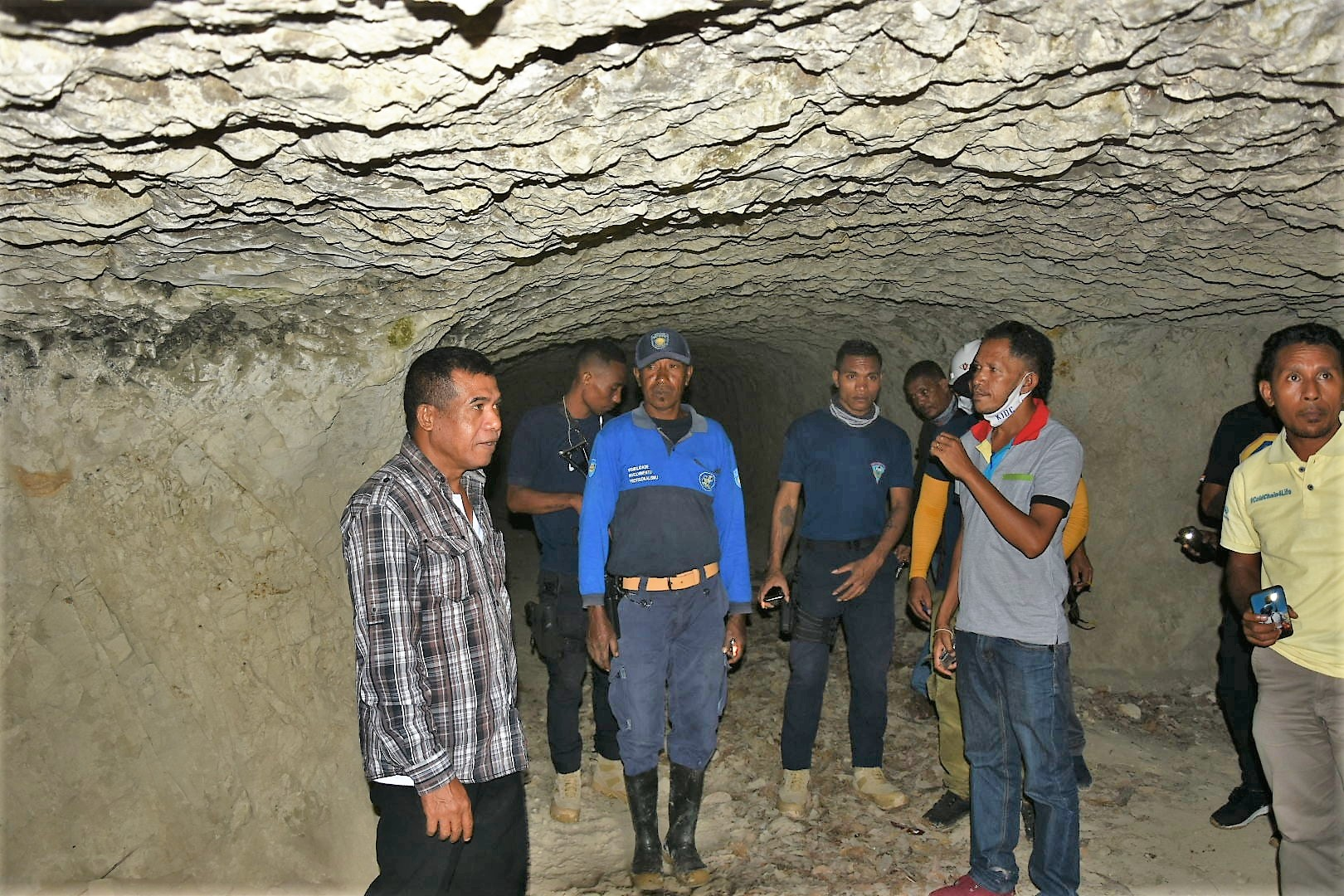
Im Tunnelsystem